# Алтамонт (Канзас)
Алтамонт (енгл. Altamont) град је у америчкој савезној држави Канзас.

## Демографија
По попису из 2010. године број становника је 1.080, што је 12 (-1,1%) становника мање него 2000. године.
| Група             | 2000.         | 2010.       |
| Белци             | 1.049 (96,1%) | 992 (91,9%) |
| Афроамериканци    | 0 (0,0%)      | 7 (0,6%)    |
| Азијати           | 2 (0,2%)      | 0 (0,0%)    |
| Хиспаноамериканци | 6 (0,5%)      | 27 (2,5%)   |
| Укупно            | 1.092         | 1.080       |